# Burhan Brahimi
Burhan Brahimi, född den 10 september 1986 i Mitrovica i dåvarande Jugoslavien, är en svensk boxare. Han tävlar för Häljarp och är med i svenska boxningslandslaget.[källa behövs]